# راز (راز و جرگلان)
راز یکی از شهرهای استان خراسان شمالی است که از توابع شهرستان راز و جرگلان محسوب شده و در سال ۱۳۹۵، تعداد ۵٫۰۲۹ نفر جمعیت داشته‌ است.
منطقه راز در حدود ۴۵ کیلومتری مرز ایران و ترکمنستان و به مسافت ۱۲۰ کیلومتری شمال بجنورد قرار دارد.

## آثار تاریخی
قلعه کافران
برج راز
گورستان قدیمی راز
تپه بایر قلعه
تپه مجاور سفید
درخت سرو کهنسال

## تاریخچه
بر اساس پژوهش‌های مقدماتی باستان‌شناسی، شهرستان رازو جرگلان از دورۀ پیش از تاریخ، هزاره سوم پیش از میلاد مسکونی‌بوده و به دلیل موقعیت راهبردی و منابع سرشار طبیعی اهمیت ویژه‌ای داشته‌ است. وجود محوطه‌های استقراری پیش از تاریخ در حوضه رود غلامان و تپه‌های مربوط به دوره تاریخی در دره راز و دره جرگلان گواه سکونت مداوم بشر در پهنۀ این شهرستان در دوران مختلف تاریخ بشری است.
قدیمی‌ترین شواهد توالی استقراری شهر راز، امروزه در مناطق شمالی آن در تپه تاریخی بایرقلعه و تپه‌مجاورسفید‌ باقی‌مانده‌است. با توجه به شواهد باستان‌شناسی تپه‌بایرقلعه بخش کوچکی از یک استقرار بزرگ روستایی از قرون میانه‌اسلامی یعنی قرن پنجم هجری قمری تا به امروز بوده‌ است.
تپه‌مجاورسفید نیز بخشی از استقرار گذشته راز بوده که کاربرد نظامی و حاکمیتی داشته ‌و در بخش شرقی تپه‌بایرقلعه قرار گرفته که در بخش‌هایی از آن شواهد دیوار و استحکامات نظامی باقی‌ مانده‌ است.
سومین اثر این مجموعه گورستان تاریخی راز است که در بخش جنوبی بافت امروز شهر راز قرار گرفته‌ و با توجه به سنگ‌نگاره‌های قبور آن، قدمت کاربرد گورستان تا دوران صفوی به عقب بازمی‌گردد.
در بخش جنوب غربی این گورستان تاریخی بقایای مقبره موسوم به فخررازی قرار دارد که در میان اهالی‌منطقه بسیار مورد احترام است. با توجه به تخریب کامل سنگ قبر مقبره موسوم به فخررازی و از میان رفتن شواهد باستان‌شناسی آن، از هویت اصلی شخص مدفون در آن اطلاع دقیقی در دست نیست.
از دیگر مجموعه‌های دیدنی شهرستان رازو جرگلان درخت کهنسال سرو با عمر تقریبی 800 سال است که به عنوان یک اثر طبیعی در بخش مرکزی بافت شهر راز قرار دارد.

## وجه تسمیه
راز در زمانهای قدیم جزء سرزمین نساو ابیورد بوده ‌است و وجه تسمیه راز نیز به خاطر وجود انگورهای رز بوده که در دره‌ای که در حال حاضر وجود دارد و به گویش محلی به دره رزندر معروف می‌باشد.

## گویش
مردم شهر راز به زبان راجی (رازی) سخن می‌گویند.

## جغرافیا
راز دارای آب و هوای کوهستانی می‌باشد و مردم این شهر در محیطی با درآمد کافی که از دامداری و کشاورزی و باغات موجود در ابیدر و کشکیدر و ناحیه جنوب غربی که در زبان رازی به جلگه معروف است زندگی می‌کنند.
از لحاظ تاریخی این شهر در دوران مختلف با عوامل طبیعی دچار تغییرات زیادی شده و هر از گاهی عواملی مثل سیل و زلزله بافت شهری و روستایی آن را به هم ریخته و گاهی جمعیت آن در طول تاریخ به ۵۰۰۰۰ هزار نفر هم رسیده‌است.
بیشتر شغل افراد در این منطقه دامداری، کشاورزی و باغداری می‌باشد.
در سال‌های اخیر و با توجه زیادی که به این شهر شده است ادارات و سازمان‌هایی مانند هنگ مرزی نیروی انتظامی، بسیج، دانشگاه پیام نور، آتش‌نشانی، بانک‌های کشاورزی، صادرات و ملی، آموزش و پرورش منطقه بیمه‌های ایران و معلم نمایندگی‌های خود را در این شهر بنا کرده‌اند که این امر موجب شده است تعداد کارمندان در راز افزایش یابد.
کلینیک درمانی و حضور ۳ پزشک عمومی و نیز یک داروخانه جوابگوی بیمارانی است که از روستاهای اطراف جهت درمان مراجعه می‌کنند.
آداب و رسوم جالب در مراسم و عروسی‌های محلی که گاهی مشترک با سایر اقوام استان است نیز قابل توجه است.

### موقعیت
راز از شمال و شرق با ترکمنستان و از جنوب با مانه و جنوب غربی با بجنورد، از غرب با گلستان و مانه همسایه است.
از مکانهای گردشگری شهرستان  رازو جرگلان میتوان به چشمه و چنارهای زیبای روستای فرحدین اشاره نمود.